# Chimera Ripa
Chimera Ripa (Amsterdam, 16 december 2001) is een Nederlands voetbalspeelster. Ze komt uit als aanvaller voor PSV in de Vrouwen Eredivisie. Chimera Ripa maakte haar debuut in de eredivisie op zestienjarige leeftijd bij VV Alkmaar in de competitiewedstrijd tegen Achilles '29 op 23 maart 2018.
Op 21 oktober 2021 maakte Chimera Ripa haar debuut bij Jong Oranje. Ze was invaller in de tweede helft van het duel van de Jong OranjeLeeuwinnen tegen Noorwegen O23. Haar eerste interlanddoelpunt scoorde ze vier dagen later, in het duel tegen Italië O23. Op 29 november 2024 maakte Ripa haar debuut in het Nederlands elftal in een vriendschappelijke wedstrijd tegen China.

## Statistieken

### Club
| Seizoen | Club       | Eredivisie  | Eredivisie | KNVB Beker  | KNVB Beker | Eredivisie Cup | Eredivisie Cup | Totaal      | Totaal     |
|         |            | Wedstrijden | Doelpunten | Wedstrijden | Doelpunten | Wedstrijden    | Doelpunten     | Wedstrijden | Doelpunten |
| ------- | ---------- | ----------- | ---------- | ----------- | ---------- | -------------- | -------------- | ----------- | ---------- |
| 2017/18 | VV Alkmaar | 2           | 0          | 0           | 0          | -              | -              | 2           | 0          |
| 2018/19 | VV Alkmaar | 2           | 0          | 0           | 0          | -              | -              | 2           | 0          |
| 2019/20 | VV Alkmaar | 5           | 0          | 1           | 0          | 6              | 2              | 12          | 2          |
| 2020/21 | VV Alkmaar | 19          | 6          | 1           | 0          | 5              | 4              | 25          | 10         |
| 2021/22 | Heerenveen | 22          | 7          | 2           | 2          | 0              | 0              | 24          | 9          |
| 2022/23 | PSV        | 15          | 3          | 0           | 0          | 0              | 0              | 15          | 3          |
| 2023/24 | PSV        | 22          | 9          | 1           | 1          | 2              | 0              | 22          | 9          |
| 2024/25 | PSV        | 7           | 3          | 0           | 0          | 0              | 0              | 7           | 3          |
| Totaal  | Totaal     | 99          | 28         | 8           | 5          | 9              | 5              | 116         | 38         |

Bijgewerkt tot 30 november 2024. Bron: Soccerway, aangevuld met gegevens van Vrouwenvoetbal Nederland.